# Loyola O'Connor
Loyola O'Connor (8 de julho de 1868 – 26 de dezembro de 1931) foi uma atriz norte-americana da era do cinema mudo. Ela atuou em 48 filmes entre 1913 e 1922.

## Filmografia selecionada
- The Infidel (1922)
- The Tree of Knowledge (1920)
- Soft Money (1919)
- True Heart Susie (1919)
- Nina, the Flower Girl (1917)
- Cheerful Givers (1916)
- The Children Pay (1916)
- Stranded (1916)
- Hoodoo Ann (1916)
- The Lily and the Rose (1915)
- A Little Madonna (1914)
- The Kiss (1914)